# Соња Савић
Соња Савић (Чачак, 15. септембар 1961 — Београд, 23. септембар 2008) била је српска филмска глумица и ТВ водитељка, позната по свом промуклом гласу и својим улогама у успешним југословенским филмовима 1980-их година. Лична харизма, као и привлачан физички изглед су је учинили једном од најпопуларнијих глумица Југославије осамдесетих.

## Биографија
Глумом је почела да се бави у аматерским трупама, а дебитовала је на филму „Лептиров облак“ 1977. године.
На Факултету драмских уметности у Београду, дипломирала је 1982. године у класи професора Миње Дедића, заједно са: Светиславом Гонцићем, Бранимиром Брстином, Жарком Лаушевићем, Зораном Цвијановићем и другима. Филмским улогама у току осамдесетих година „Живети као сав нормалан свет“, „Уна“, „Шећерна водица“, „Давитељ против давитеља“, „Балкански шпијун“, „Чавка“ изборила је статус звезде домаћег филма, креирајући улоге изван одређеног фаха, али увек са препознатљивим личним печатом. За главну улогу у филму „Шећерна водица“ добила је Златну арену на фестивалу у Пули, 1984. године. За улогу у филму „Живот је леп“, 1985. године награђена је на фестивалу у Венецији. У музичком споту Мирослава Илића, за песму „Волео сам девојку из града“, снимљеном 1987. године, играла је фамозну Девојку из града. У току деведесетих година ређе се појављивала на филму, али је, и поред тога, остварила неколико значајнијих улога: „Ми нисмо анђели“, „Увод у други живот“, „Ни на небу ни на земљи“, „Урнебесна трагедија“. Била је активна и као редитељка - „Први српски техно водвиљ“, „Супернаут - Београд андерграунд“, „Плеј“, „Чекајући Годоа“ и последњи филм „Шарло те гледа“.
Велики повратак на глумачку сцену уследио је после улоге у филму „Хлеб и млеко“ 2001. године, награђеног „Златним лавом“ у Венецији. Филм „Југ-југоисток“ у којем је играла, добио је награду београдског ФЕСТ-а „Небојша Ђукелић“. Последњу улогу остварила је у филму „Забрањена љубав“, а гледаоци су имали прилике да је гледају и у 7 епизода ТВ серије „Вратиће се роде“. Пред крај живота се посветила снимању авангардних филмова.
Преминула је 23. септембра 2008. године у Београду, а сахрањена је у селу Доња Горевница.
Била је позната као харизматична, високо интелигентна девојка широких схватања чији су 30 година дуга каријера, шармантна појава и бритак ум оставили велики траг у југословенској култури и кинематографији.

## Награде
Добитница је великог броја признања, међу којима и „Златна арена” за најбољу главну женску улогу у Пули 1984. године за улогу у филму Шећерна водица, награде „Царица Теодора” за најбољу женску улогу за филм „Живети као сав нормалан свет“ и „Шећерна водица”, као и Гран при награде Ћеле кула за улогу у „Шећерној водици“ на Филмским сусретима у Нишу, Специјалне награде жирија у Венецији за улогу певачице у филму „Живот је леп“.

## Филмографија
|                   | 1970▼ | 1980▼ | 1990▼ | 2000▼ | Укупно |
| ----------------- | ----- | ----- | ----- | ----- | ------ |
| Дугометражни филм | 3     | 16    | 7     | 10    | 36     |
| ТВ филм           | 1     | 4     | 1     | 0     | 6      |
| ТВ серија         | 0     | 6     | 2     | 1     | 9      |
| ТВ мини серија    | 1     | 1     | 0     | 0     | 2      |
| ТВ кратки филм    | 0     | 1     | 1     | 0     | 2      |
| Кратки филм       | 0     | 3     | 0     | 2     | 5      |
| Укупно            | 5     | 31    | 11    | 13    | 60     |

| Год.       | Назив                                | Улога                     |
| ---------- | ------------------------------------ | ------------------------- |
| 1970.е▲    |                                      |                           |
| 1972.      | Волим те Аксаније (ТВ)               |                           |
| 1977.      | Лептиров облак                       | Лила                      |
| 1977.      | Љубавни живот Будимира Трајковића    | Другарица из дискотеке    |
| 1978.      | Луде године                          | Лидија                    |
| 1979.      | Дружина Зоре риђокосе ТВ мини серија | Злата                     |
| 1980.е▲    |                                      |                           |
| 1980.      | Звезде које не тамне                 | Соња                      |
| 1981.      | Лагани повратак                      |                           |
| 1982.      | Живети као сав нормалан свет         |                           |
| 1982.      | Коже                                 | Сафија                    |
| 1982.      | Четвртак уместо петка                | Девојка                   |
| 1982.      | Вереница                             |                           |
| 1983.      | Нешто између                         | Твигица                   |
| 1983.      | Шећерна водица                       | Бранка Ђурић Дечка        |
| 1983.      | Карловачки доживљаји 1889            | Милица                    |
| 1984.      | Нешто између (ТВ серија)             | Твигица                   |
| 1984.      | Дивља патка                          | Хедвига                   |
| 1984.      | Давитељ против давитеља              | Софија                    |
| 1984.      | Камионџије опет возе                 | Анђелија                  |
| 1984.      | Балкански шпијун                     | Соња Чворовић             |
| 1984.      | Уна                                  | Уна                       |
| 1984.      | Увек са вама                         | Дебела девојка            |
| 1984.      | Формула 1 (ТВ серија)                |                           |
| 1984.      | У срцу моје плавуше                  | Собарица                  |
| 1985.      | Задатак                              | Марија                    |
| 1985.      | Госпођица Јулија                     | Јулија                    |
| 1985.      | Живот је леп                         | Певачица                  |
| 1986.      | Ноћ пуног месеца                     | Соња                      |
| 1986.      | Црна Марија                          | Ања                       |
| 1986.      | Мајстор и Шампита                    | Софија Марковић „Шампита“ |
| 1986.      | Секула и његове жене                 | Спасенија                 |
| 1987.      | Осуђени                              | Судијина кћи              |
| 1987.      | И то се зове срећа                   |                           |
| 1987.      | Телефономанија                       | Драгана                   |
| 1988.      | Чавка                                | Учитељица                 |
| 1988.      | Браћа по матери                      | Аница (стрина)            |
| 1988.      | Тамна страна Сунца                   | Аленова девојка           |
| 1989.      | Масмедиологија на Балкану            | Славка                    |
| 1989.      | Како је пропао рокенрол              | Бојана                    |
| 1990.е▲    |                                      |                           |
| 1990.      | Балканска перестројка                | Славка                    |
| 1991.      | Кључеви аркане                       | Хостеса                   |
| 1992.      | Ми нисмо анђели                      | Марта                     |
| 1992.      | Увод у други живот                   | Татјана                   |
| 1992.      | Живот и Литература — Данило Киш      |                           |
| 1994.      | Ни на небу, ни на земљи              | Црвенокоса                |
| 1995.      | Отворена врата                       | Заносна плавуша           |
| 1996.      | Иван                                 | Сања Евина пријатељица    |
| 1996.      | Урнебесна трагедија                  | Виолета                   |
| 1997.      | Танго је тужна мисао која се плеше   | Вероника                  |
| 2000.е▲    |                                      |                           |
| 2000.      | Сенке успомена                       | Благајница у биоскопу     |
| 2001.      | Хлеб и млеко                         | Соња                      |
| 2001.      | Виртуална стварност                  | Нина                      |
| 2003.      | Дунав                                | Тамара                    |
| 2004.      | Десперадо тоник                      | Фатална жена              |
| 2004.      | Журка                                | Џина                      |
| 2005.      | Југ југоисток                        | Соња                      |
| 2005.      | Од гроба, до гроба                   | Ида                       |
| 2008.      | Принц од папира                      | Ева                       |
| 2007-2008. | Вратиће се роде                      | Даринка                   |
| 2009.      | Забрањена љубав                      | Управница мртвачнице      |